# Slowenische Unihockeynationalmannschaft
Die slowenische Unihockeynationalmannschaft repräsentiert Slowenien bei Länderspielen und internationalen Turnieren in der Sportart Unihockey (auch bekannt als Floorball).
Der nationale Unihockeyverband Sloweniens, die Floorball Zveza Slovenije, wurde 2000 gegründet und ein Jahr später in die International Floorball Federation (IFF) aufgenommen. 2002 folgte die erste Teilnahme der Herren-Nationalmannschaft an einer Weltmeisterschaft.

## Platzierungen

### Weltmeisterschaften
| WM   | Austragungsort(e)                              | Platz              |
| ---- | ---------------------------------------------- | ------------------ |
| 2002 | Helsinki                                       | 16. Platz          |
| 2004 | Zürich, Kloten                                 | 15. Platz          |
| 2006 | Helsingborg, Malmö, Botkyrka, Solna, Stockholm | 14. Platz          |
| 2008 | Ostrava, Prag                                  | 18. Platz          |
| 2010 | Helsinki, Vantaa                               | 23. Platz          |
| 2012 | Zürich, Bern                                   | nicht qualifiziert |
| 2014 | Göteborg                                       | 10. Platz          |
| 2016 | Riga                                           | nicht qualifiziert |
| 2018 | Prag                                           | nicht qualifiziert |
| 2021 | Helsinki                                       | nicht qualifiziert |
| 2022 | Zürich, Winterthur                             | nicht qualifiziert |
| 2024 | Malmö                                          | 13. Platz          |